# WRC Powerslide
WRC Powerslide est un jeu vidéo de course de rallye développé et édité par Milestone, sorti en 2013 sur Windows, PlayStation 3 et Xbox 360.

## Accueil
- Jeuxvideo.com : 9/20[1]